# Rudolf Hásek
Rudolf Hásek (4. října 1890 Těpeře u Železného Brodu – 15. června 1993 Toronto) byl československý legionář, významný exportér bižuterie a druhoválečný odbojář.

## Život
Během první světové války působil v legiích v Rusku. Jako velitel 1. úderného praporu se zúčastnil bojů proti bolševikům na transsibiřské magistrále (např. u Nižněudinsku v roce 1918) a zpět do vlasti se dostal mezi posledními až v roce 1920. Předcházela tomu dlouhá anabáze přes půl světa (Vladivostok – Kanada – Československo).
Za první republiky pracoval v rodinné obchodní firmě. V roce 1922 založil se svým bratrem Jaroslavem nynější Komenského ulici v Jablonci nad Nisou exportní firmu Bratří Háskové a postupně se vypracovali v jedny z největších exportérů bižuterie, jejíž výroba je pro Železnobrodsko a Jablonecko typická. Ve většinově německé společnosti zaměstnávali převážně české obyvatele. Na přelomu 20. a 30. let si nechali (opět společně s bratrem Jaroslavem) v Jablonci nad Nisou pro své rodiny vystavět dvě reprezentativní obydlí, tzv. Háskovy vily. Vila Rudolfova bratra Jaroslava je považována za jednu z nejkrásnějších ukázek aerodynamického funkcionalismu vratislavské školy a je zapsána v Ústředním seznamu kulturních památek ČR pod číslem rejstříku 18366/5-4788. Autorem projektu vily Jaroslava Háska byl architekt Heinrich Lauterbach.
Po záboru Sudet se přestěhoval i se svou firmou z Jablonce nad Nisou do Železného Brodu, kde se zapojil do odboje. 3. května 1945, kdy vypuklo v Železném Brodě úspěšné povstání proti okupační moci, se stal velitelem města.
Po skončení války se bratři vrátili do Jablonce nad Nisou a pokračovali v podnikání. Rudolf Hásek se stal členem Grémia exportérů a jeho bratr podnikal časté cesty do zahraničí. Po únoru 1948 byla rodině firma zabavena, a tak emigroval do Kanady, kde dál úspěšně podnikal.
V roce 1992 obdržel Řád Milana Rastislava Štefánika III. třídy. Stal se také čestným občanem Železného Brodu.